# Bradford Young
Bradford Marcel Young (Louisville, 6 luglio 1977) è un direttore della fotografia statunitense.
È stato candidato agli oscar per la miglior fotografia per il film Arrival.

## Filmografia parziale
- Pariah, regia di Dee Rees (2011)
- Restless City, regia di Andrew Dosunmu (2011)
- Middle of Nowhere, regia di Ava DuVernay (2012)
- Senza santi in paradiso (Ain't Them Bodies Saints), regia di David Lowery (2013)
- Mother of George, regia di Andrew Dosunmu (2013)
- Selma - La strada per la libertà (Selma), regia di Ava DuVernay (2014)
- 1981: Indagine a New York (A Most Violent Year), regia di J.C. Chandor (2014)
- La grande partita (Pawn Sacrifice), regia di Edward Zwick (2014)
- Arrival, regia di Denis Villeneuve (2016)
- Where Is Kyra?, regia di Andrew Dosunmu (2017)
- Solo: A Star Wars Story, regia di Ron Howard (2018)

## Riconoscimenti
Premio Oscar
- 2017 - Candidatura alla miglior fotografia per Arrival[1]